# Faridkot (huyện)
Huyện Faridkot là một huyện thuộc bang Punjab, Ấn Độ. Thủ phủ huyện Faridkot đóng ở Faridkot. Huyện Faridkot có diện tích 1472 ki lô mét vuông. Đến thời điểm năm 2001, huyện Faridkot có dân số 552466 người.